# 法蘭西的克洛德 (1547年—1575年)
法蘭西的克洛德（法語：Claude de France，1547年11月12日—1575年2月21日），洛林公爵夫人，法國國王亨利二世的女兒。

## 家庭
1559年，克洛德與洛林公爵查理三世結婚，兩人共有3子4女：
1. 亨利（1563年—1624年），洛林公爵
2. 克莉絲汀（1565年—1637年），托斯卡納大公夫人
3. 查理（英语：Charles of Lorraine (bishop of Metz and Strasbourg)）（1567年—1607年），梅斯主教
4. 安東妮（英语：Antonia of Lorraine）（1568年—1610年），尤利希-克萊沃-貝格公爵夫人
5. 法蘭索瓦（1572年—1632年），洛林公爵
6. 凱瑟琳（英语：Catherine of Lorraine (1573–1648)）（1573年—1648年），勒米爾蒙修道院院長
7. 伊莉莎白（1574年—1635年），巴伐利亞選侯夫人